# Žydrūnas Karčemarskas
Žydrūnas Karčemarskas (Alytus, 24 mei 1983) is een Litouwse doelman die keeper staat bij de Turkse club Osmanlıspor.

## Statistieken
| Seizoen | Team                | Wedstrijden | Doelpunten | Competitie   |
| ------- | ------------------- | ----------- | ---------- | ------------ |
| 1999/00 | Dainava Alytus      | 3           | 0          | 1 Lyga       |
| 2000/01 | FK Žalgiris Vilnius | 2           | 0          | 1 Lyga       |
| 2002/03 | Dinamo Moskou       | 6           | 0          | Premjer-Liga |
| 2003/04 | Dinamo Moskou       | 6           | 0          | Premjer-Liga |
| 2004/05 | Dinamo Moskou       | 2           | 0          | Premjer-Liga |
| 2005/06 | Dinamo Moskou       | 19          | 0          | Premjer-Liga |
| 2006/07 | Dinamo Moskou       | 7           | 0          | Premjer-Liga |
| 2007/08 | Dinamo Moskou       | 9           | 0          | Premjer-Liga |
| 2008/09 | Dinamo-2 Moskou     | 0           | 0          | Premjer-Liga |
| 2009/10 | Gaziantepspor       | 3           | 0          | Süper Lig    |
| 2010/11 | Gaziantepspor       | 29          | 0          | Süper Lig    |
|         | Totaal              | 84          | 0          |              |